# Ragnar Omtvedt
Ragnar Omtvedt (* 18. Februar 1890 in Oslo; † 31. März 1975 in St. Lucie County) war ein norwegischer Skispringer, Skilangläufer und Nordischer Kombinierer, der seit 1912 für die Vereinigten Staaten antrat.
1912 emigrierte Omtvedt in die USA, wo er neben einem weiteren norwegischen Auswanderer, Anders Haugen, zum erfolgreichsten Skispringer seiner Zeit wurde. In den Jahren 1913, 1914 und 1917 siegte Omtvedt bei den US-amerikanischen Skisprungmeisterschaften; 1913 und 1916 übersprang er zudem zweimal die Weltrekordweite mit Versuchen auf 51,5 und 58,5 Meter, wodurch er zum vermutlich ersten Athleten wurde, der einen Sprung über 50 Meter stand. In den 1920er-Jahren knüpfte der mittlerweile 30-Jährige nicht mehr an seine früheren Erfolge an: Zwar erreichte er 1922 den kanadischen Meistertitel, doch bei den Olympischen Winterspielen 1924 verpasste er sowohl in der Nordischen Kombination (23. Position) als auch im 18-Kilometer-Langlauf (35. Rang) ein Top-Ten-Ergebnis. Im Skisprungwettkampf stürzte er schwer und zog sich eine Nervenverletzung im Bein zu, die ihn teilweise lähmte. Seine Karriere in dieser Disziplin war damit beendet, dennoch startete er auch in den Folgejahren noch im Skilanglauf. 1967 wurde Omtvedt in die U.S. Ski and Snowboard Hall of Fame aufgenommen.